# 다마쓰쿠리정 (오사카부)
다마쓰쿠리정(일본어: 玉造町)은 일본 오사카부 히가시나리군에 설치되었던 정이다. 현재의 오사카시 주오구와 덴노지구의 일부에 해당한다.

## 역사
- 1889년 4월 1일 - 정촌제 시행에 따라 히가시나리군 다마쓰쿠리정이 발족.
- 1897년 4월 1일 - 오사카시에 편입되어, 히가시구 소속이 됨.
- 1943년 4월 1일 - 구 경계 변경에 따라 일부가 덴노지구 소속이 됨.